# Römische Villa bei Rians

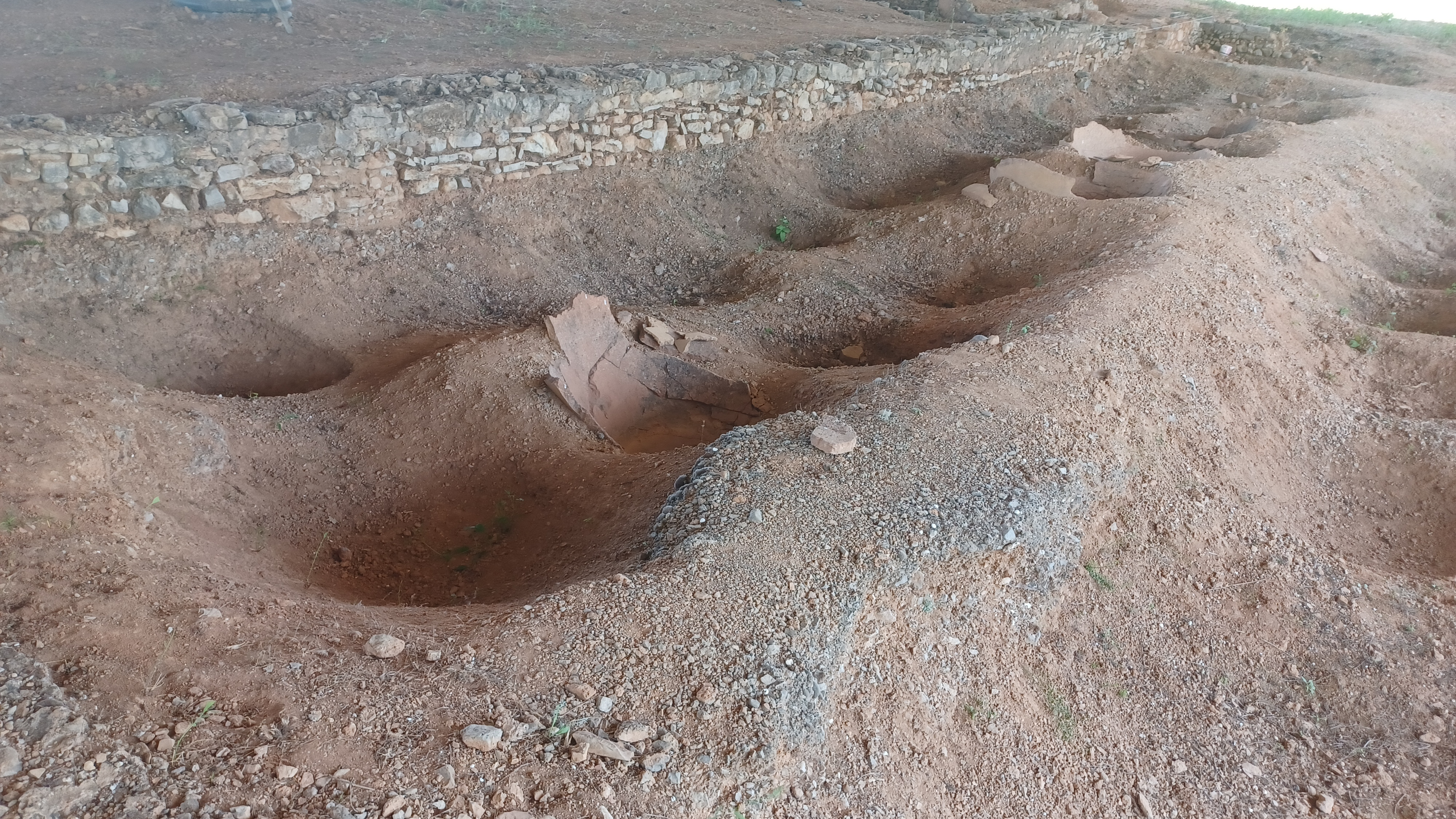
Zwei Reihen von Weingefäßen aus Ton

Die Römische Villa bei Rians (auch: Villa des Toulons) ist eine Ausgrabungsstätte in der Gemeinde Rians im südfranzösischen Département Var. Sie wird auf das letzte Viertel des 1. vorchristlichen Jahrhunderts datiert und gilt aufgrund ihrer Größe und Bedeutung als die größte römische Villa in der ganzen Provence. Sie war ein bemerkenswertes Zeugnis römischer Zivilisation, bevor sie in den ersten Jahrhunderten n. Chr. mutwillig zerstört wurde. Heute ist die Stätte überdacht. Einige im Boden eingelassene Amphoren und Mauerreste sind noch sichtbar. Der Ort ist frei zugänglich und wäre dem Verfall noch schneller unterworfen, läge er besser zugänglich an größeren Verkehrswegen.

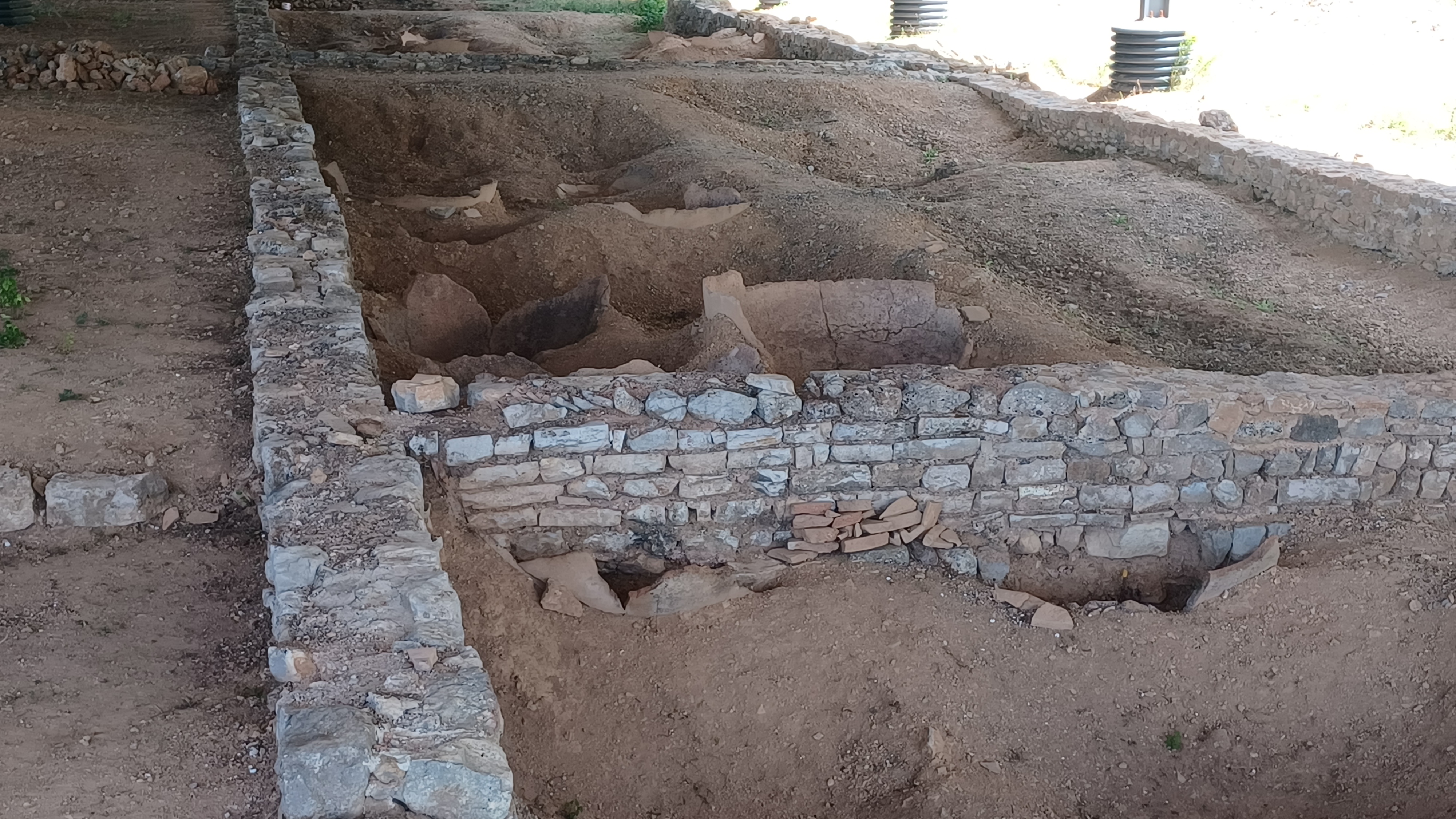
Gebäudestruktur der Villa

Zufallsfunde zeigten diesen antiken Ort bereits seit 1962 an, doch erst ab 1993 wurden unter der Leitung von Jean-Pierre Brun planmäßige Ausgrabungen durchgeführt. Zwar wurde er als Bodendenkmal unter staatlichen Schutz gestellt, doch nach den Ausgrabungen in den Jahren 1990 bis 1995 – nach anderen Angaben bis 1996 – ist nicht mehr viel geschehen. Das Anwesen gilt als der größte Weinbaubetrieb im Römischen Reich.

## Lage
Die Fundstätte liegt im nordwestlichen Teil des heutigen Départements Var an der Südflanke des Cadarache-Massivs. Das Gebiet ringsum wird von Kalksteinhügeln dominiert, die Höhen von 400 bis 600 Metern erreichen. In frühgeschichtlicher und gallo-römischer Zeit dürfte eine große Vielfalt an Ressourcen wie Wasser, Holz und fruchtbares Ackerland zu einer dichten Besiedlung beigetragen haben. Die Gemarkung innerhalb der Gemeinde Rians heißt heute Les Toulons. Nördlich des Flüsschens Béarn, das nach dem Übertritt ins benachbarte Département Bouches-du-Rhône Ruisseau de Saint-Bachi und wenig später Le Réal genannt wird und als linker Nebenfluss bei Peyrolles-en-Provence in die Durance mündet, liegt die Siedlungsfläche mit ihren beiden Teilen pars urbana und pars fructuaria, von denen nur letzterer ausgegraben wurde.

## Geschichte
Das Latifundium kam durch ein Bemühen wieder ans Tageslicht, das fast seinen Untergang bedeutet hätte: Ende der 1980er Jahre wollte der Besitzer des Weinguts, dem auch dieses Stück Land gehörte, mit einem Bulldozer die alte Weinpresse freilegen, die zu dem römischen Areal gehörte, um das Image seines eigenen Anwesens aufzuwerten, als Fachleute hellhörig wurden und Archäologen einschalteten. Diese stoppten das Unterfangen und bekamen die Genehmigung, auf seinem Grund zu graben. Das antike Bauwerk hatte eine Grundfläche von 15.000 Quadratmetern.
Alle auch heute noch notwendigen Arbeitsräume für die Weinherstellung konnte man ausgraben: „einen Kelterraum, vier Tanks mit einem Gesamtfassungsvermögen von 24.000 Litern, Arbeitsräume, einen Weinkeller und alle anderen Einrichtungen“, ergonomisch am leichten Gefälle des Geländes angeordnet. Die landwirtschaftlichen Gebäude waren um zwei Höfe herum gruppiert. Im nördlichen Hof befanden sich zwei symmetrische Gebäude, in denen jeweils zwei Stampfer und zwei Hebelpressen untergebracht waren. Diese wurden von Seilwinden angetrieben, deren Kraft aus riesigen Gegengewichten resultierte. Der Most floss durch Bleirohre in betonierte Tanks, die auf der Südseite unterhalb des Gebäudes standen. Jede Anlage verfügte über vier solcher Tanks, die zwischen 4700 und 7900 Liter fassen konnten. Darüber hinaus konnten in etwa 100 Metern Entfernung ein Ziegelofen und ein Mausoleum identifiziert werden.
Der Südhof war auf drei Seiten von großen Dolia-Kellern begrenzt. Der Nordflügel war 9 m breit und beachtliche 51,90 m lang. Die größtenteils zerstörten Ost- und Westflügel waren mindestens 40 m lang, womöglich sogar so lang wie der Nordflügel. Am augenfälligsten sind heute die ca. 200 Dolia, die jeweils ein Fassungsvermögen von 1200 bis 2000 Litern hatten. Sie waren in zwei parallelen Reihen aufgestellt und hatten dazwischen Platz, um hindurchgehen zu können. Die gesamte Lagerkapazität muss mehr als 3000 hl betragen haben. Von den fünf Pressen diente eine der Herstellung von Olivenöl.
Zu Beginn des 3. Jahrhunderts wurden die Seilpressen in Schneckenpressen umgewandelt. Die alten Gegengewichte wurden angepasst und neue, zylindrische Gegengewichte geschnitzt. Der Niedergang begann im Laufe des 3. Jahrhunderts, als die Weinproduktion stark zurückging und die östliche Kelter und der gesamte östliche Teil des Weinkellers verlassen wurden. Anfang des 4. Jahrhunderts wurde der noch aktive Teil des Weinkellers in einen Wohnraum umgewandelt. Die Dolia gingen wahrscheinlich in den Verkauf, genau wie die Tanks, die abgerissen und zerlegt wurden, wahrscheinlich, um das Holz und die Metalle, insbesondere Eisen und Blei, zu gewinnen.
Der hier produzierte Wein wurde nach Rom, Germanien, Ägypten und Indien geliefert.